# Berdjansk
Berdjansk (Oekraïens: Бердянськ) is een havenstad in de Oekraïense oblast Zaporizja.
In 2021 telde Berdjansk 107.928 inwoners. De stad ligt aan de Zee van Azov in het zuiden van Oekraïne.

## Geografie
Geologisch gezien ligt de stad op de grens van het Oekraïens Schild en het Zwarte Zeebekken. De stad wordt gekenmerkt door een vlak landschap, de Azov-vlakte, en de schoorwal.
Op het grondgebied van de stad zijn er enkele natuurreservaten: het nationale landschapsreservaat "Monding van de rivier Berda", gelegen bij de schoorwal, (oppervlakte 564 ha.); en het lokale reservaat "Kop van de schoorwal" (215 ha.).
De stad ligt aan de autosnelweg M-14/E-58, via welke Melitopol dat 120 km in westelijke richting ligt, te bereiken is. De hoofdstad van de oblast, Zaporizja, ligt 200 km ten noordwesten van Berdjansk.
Tot de stad behoren ook de dorpen Novowassylivka, Rosa en Sjovkove.
Ten noordoosten van de stad mondt de rivier Berda in de Zee van Azov uit.

## Geschiedenis
In 1827 werd de plaats gesticht onder de naam Berdy. In 1835 werden stadsrechten verkregen en in 1841 werd de naam veranderd in Berdjansk. Tussen 1939 en 1958 heette de stad Ossipenko, naar de aldaar geboren pilote Polina Denissovna Ossipenko. Tussen 7 oktober 1941 en 17 september 1943 was de stad bezet door Duitse troepen.
Als antwoord op de verhoogde Russische aanwezigheid in de Zee van Azov na de annexatie van de Krim (2014) werd in 2018 in Berdjansk een steunpunt voor de vloot ingericht. Na 2014 kregen de haven en industrie van Berdjansk problemen door de aanleg van een brug over de Straat van Kertsj, en controles van vrachtschepen door de Russische marine. Anderzijds bedroeg het aantal toeristen in 2018 een veelvoud van de aantallen van vóór 2014. In november 2018 ontstonden spanningen tussen Rusland en Oekraïne toen Rusland de doorvaart in de Straat van Kertsj blokkeerde.
Tijdens de Russische invasie van Oekraïne in 2022 werd de stad, na de Slag om Berdjansk, op 27 februari veroverd door het Russische leger. Als reactie hierop protesteerde een deel van de lokale bevolking tegen de bezetting met het zingen van het Oekraïense volkslied. Het Russische landingsschip van de Alligatorklasse Saratov werd op 24 maart 2022 door een Oekraïense aanval tot zinken gebracht in de haven van Berdjansk.

## Economie
Berdjansk is een belangrijk industrieel centrum in de Azov-regio. De stad heeft ongeveer 20 ondernemingen van verschillende industrieën: metaalbewerking, voedsel- en petrochemische industrie, machine- en werktuigbouw. De grootste onder hen zijn:
- Azov Oliën PJSC
- Azovkabel PJSC
- Azovhydromash LLC
- Berdjansk-fabriek voor landbouwmachines o.a. oogstmachines
- Berdjansk Bakkerij
- Oekraïens onderzoeksinstituut voor de kabelindustrie

## Bevolking
In 2021 telde de plaats ongeveer 107.928 inwoners. De bevolking bestaat voor 56,5% uit Oekraïners, voor 37,5% uit Russen en voor 3,3% uit Bulgaren. Voorts Wit-Russen, Tataren en Grieken, elk minder dan 1%.

## Stedenbanden
Berdjansk heeft stedenbanden met:
- Bielsko-Biała (Polen)[3]
- Jambol (Bulgarije)
- La Seyne-sur-Mer (Frankrijk)

## Geboren
- Eugenio Popovich (1842-1931), vrijheidsstrijder in Italië en minister in Montenegro
- Abram Besikovitsj (1891-1970, Cambridge), wiskundige
- Olga Kurylenko (1979), Frans actrice en model
- Igor Abakoumov (1981), Belgisch wielrenner

## Galerij

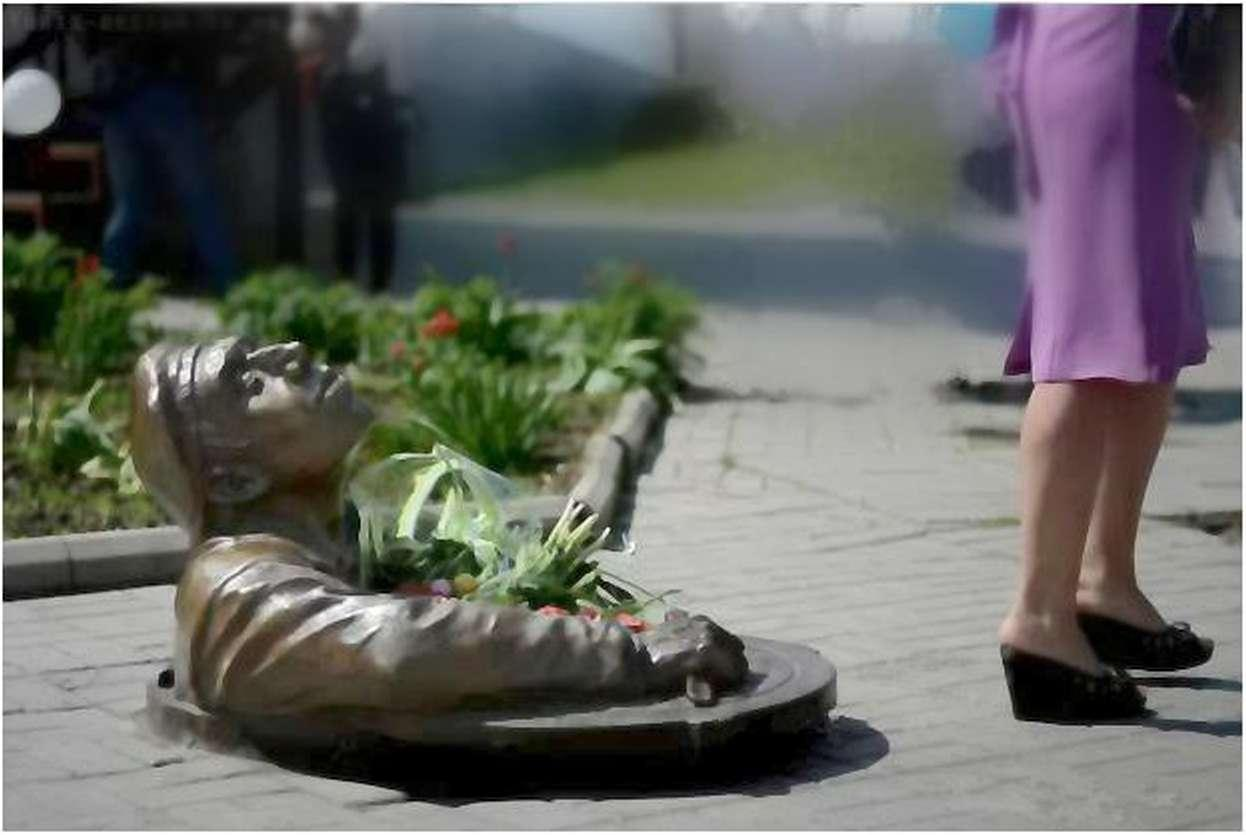
De loodgieter
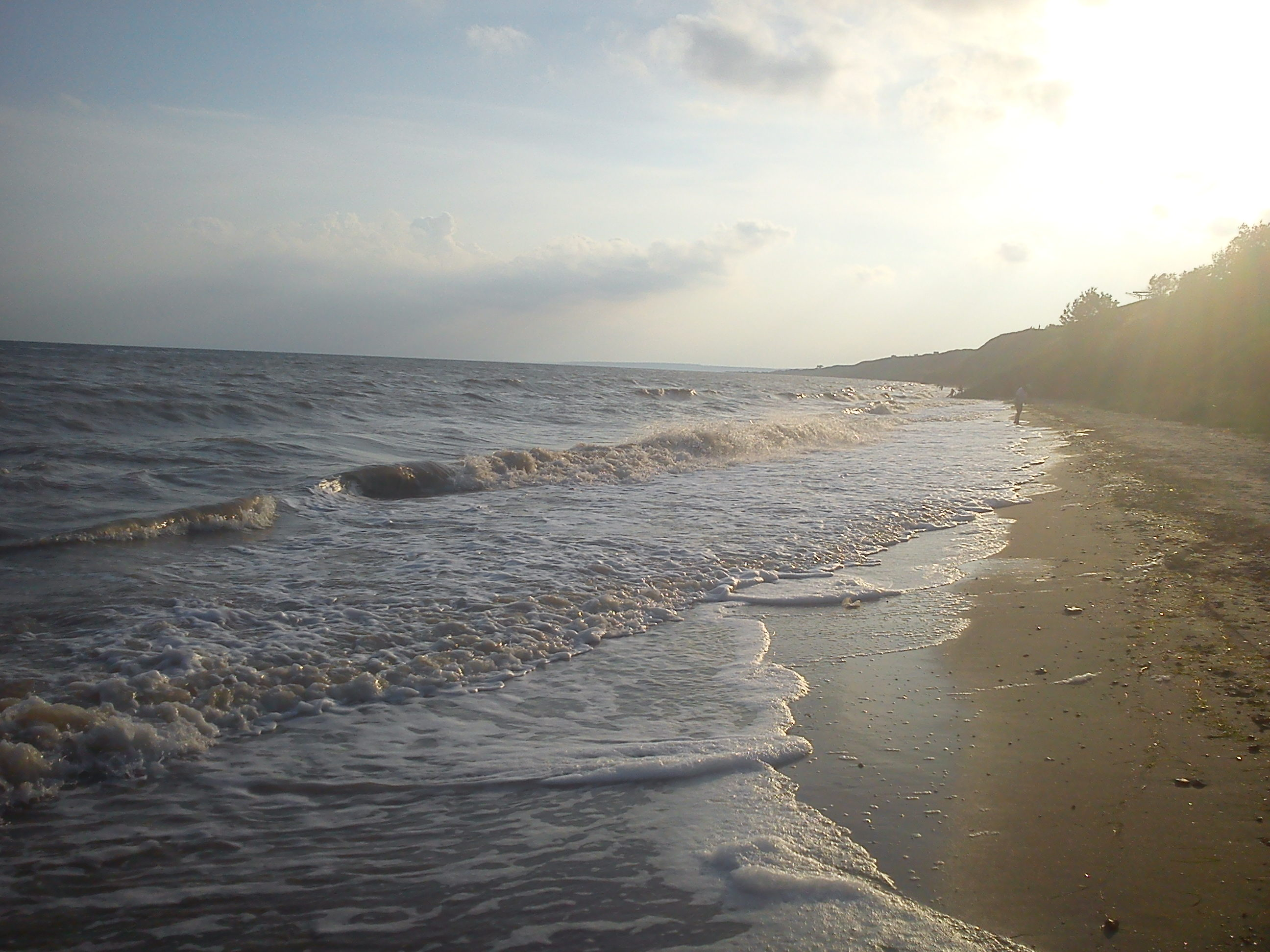
Het strand aan de zee
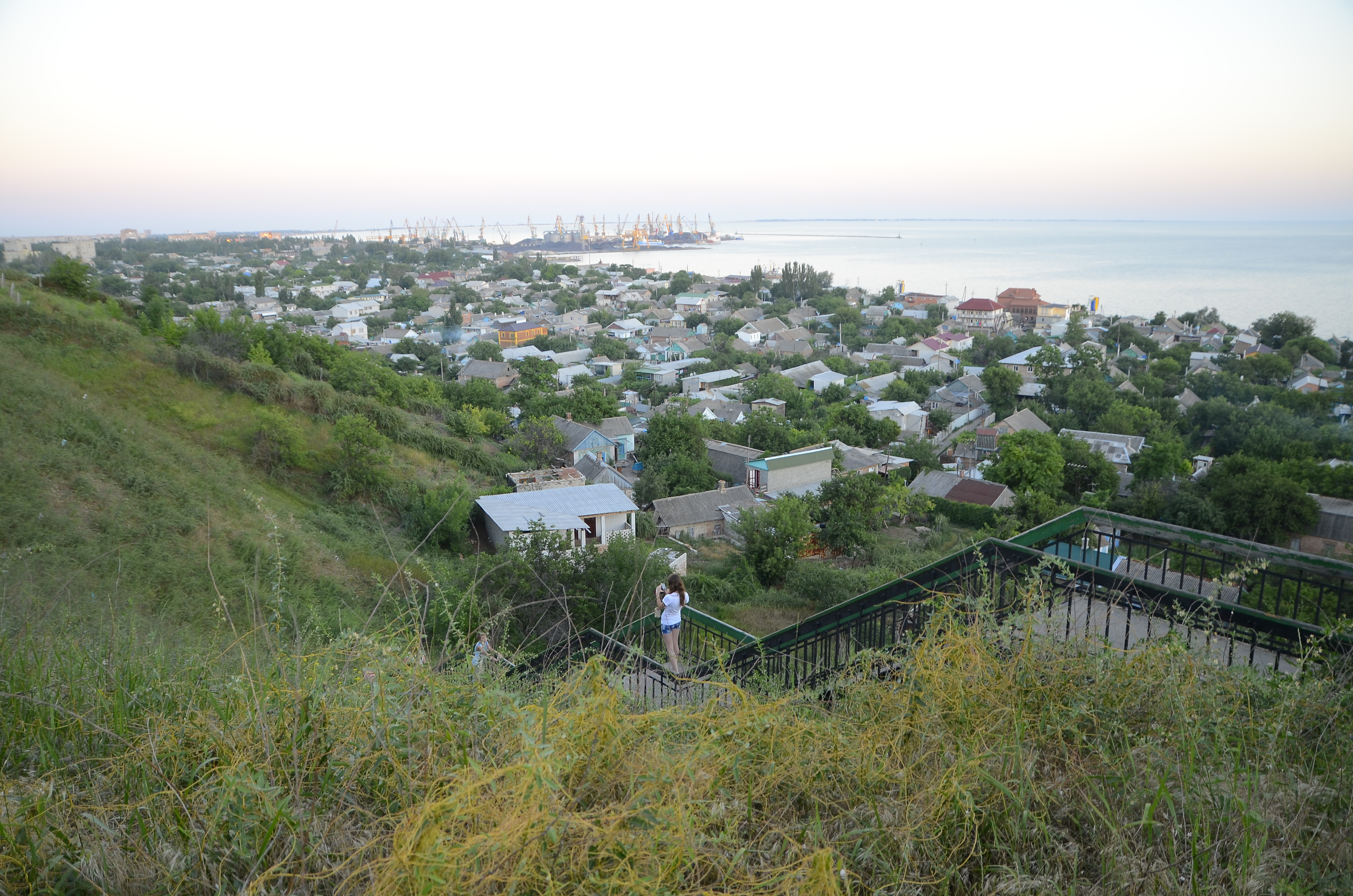
Uitzicht op Berdjansk
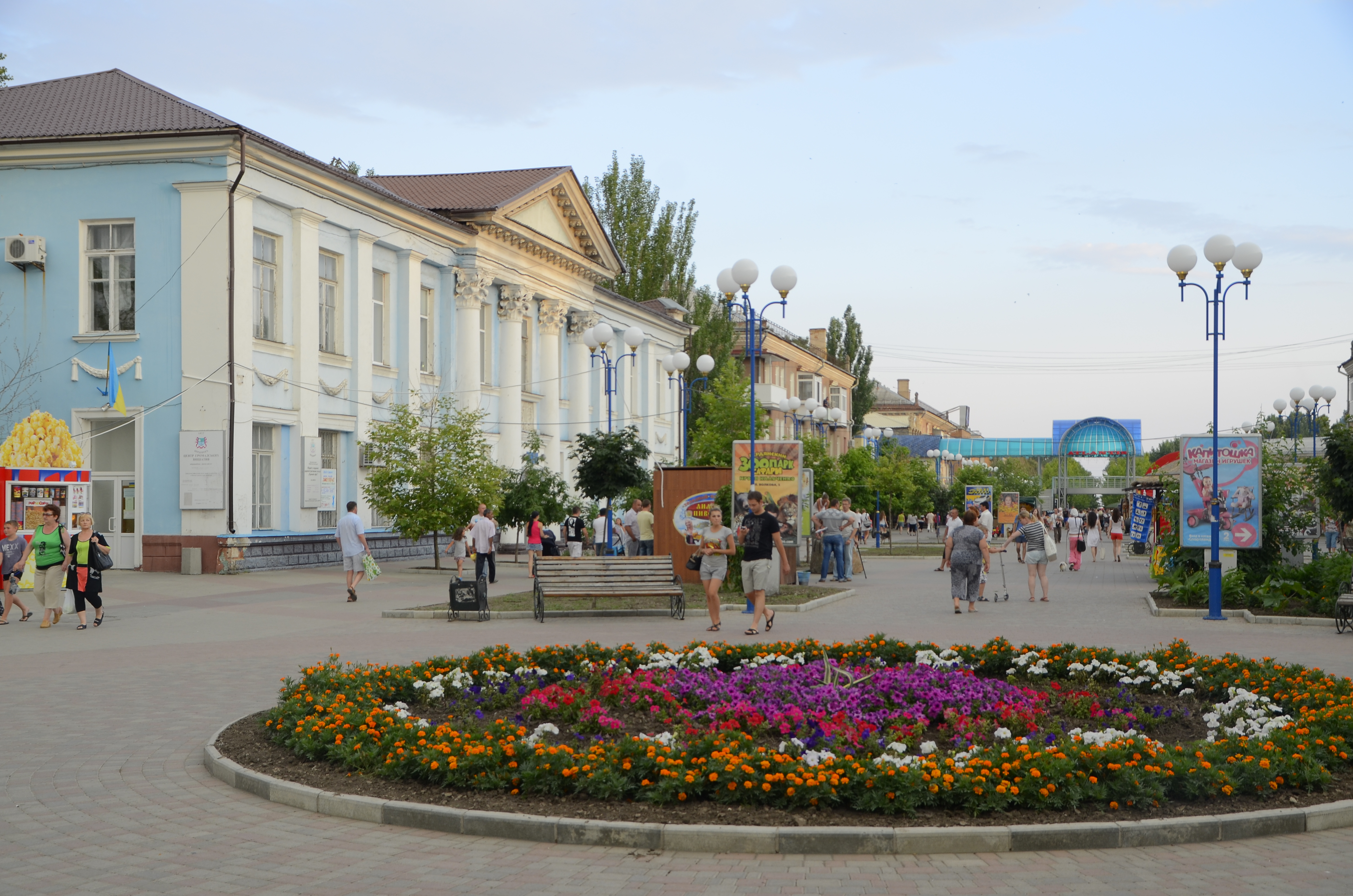
Een plein